# Losdrijvend visdraad
Losdrijvend visdraad (Chaetomorpha linum) is een groenwier uit de familie Cladophoraceae.

## Kenmerken
Chaetomorpha linum is een delicaat groen zeewier die als een draadachtige, losjes verstrengelde massa groeit. Meestal vrij zwevend, maar kan ook vastzitten aan rotsen en schelpen. De filamenten zelf zijn onvertakt en meestal tussen de 5 en 30 cm lang. De losse filamenten (120-700 µm in diameter) zijn draadachtig, stijf en gekruld van uiterlijk. Het is heldergroen tot donkergroen van kleur (vaak donkerder aan de basis en lichter aan de toppen).

## Verspreiding en leefgebied
Losdrijvend visdraad wordt aangetroffen rond de Britse Eilanden en rond Europa tot in de Middellandse Zee en Mar Menor. In Noord-Amerika wordt hij aangetroffen langs de Atlantische kust en in Californië. Het is een intergetijden- en supralitorale soort die kan worden aangetroffen in groepen van honderden of duizenden individuen in zandgebieden, op rotsen of rond getijdenpoelen.